# Behind Every Star
Behind Every Star (연예인 매니저로 살아남기?, Yeon-ye-iun maenijeoro sar-anamgiLR; lett. "Sopravvivere da manager delle star") è una serie televisiva sudcoreana trasmessa su tvN dal 7 novembre 2022, basata sulla serie televisiva francese Chiami il mio agente!. Una seconda stagione è stata annunciata nel dicembre 2022.
Internazionalmente è stata resa disponibile su Netflix.

## Personaggi e interpreti
- Matthew/Tae-oh, interpretato da Lee Seo-jin
- Chun Jane/Jae-in, interpretata da Kwak Sun-young
- Kim Jung-don, interpretato da Seo Hyun-woo
- So Hyun-joo, interpretata da Joo Hyun-young